# Yelkoto
Yelkoto är en ort i Burkina Faso.   Den ligger i provinsen Province du Bam och regionen Centre-Nord, i den centrala delen av landet, 110 km norr om huvudstaden Ouagadougou. Yelkoto ligger 371 meter över havet och antalet invånare är 413.
Terrängen runt Yelkoto är platt, och sluttar söderut. Närmaste större samhälle är Kongoussi, 19,7 km öster om Yelkoto.
Trakten runt Yelkoto består i huvudsak av gräsmarker. Runt Yelkoto är det ganska tätbefolkat, med 134 invånare per kvadratkilometer.